# Paul Hoppe (Geistlicher)
Paul Hoppe (* 22. Juni 1900 in Berlin-Charlottenburg; † 25. September 1988 in Freiburg im Breisgau) war ein katholischer Geistlicher, zuletzt Kapitularvikar des Bistums Ermland.

## Leben
Die Mutter Hedwig Hoppe, geborene Katschrowski, stammte aus Wormditt, der Vater Alois Hoppe aus Rößel. Die Kindheit und frühe Jugend verbrachte der Sohn Paul in Berlin-Charlottenburg und dann in Allenstein, wo er das Humanistische Gymnasium besuchte und 1920 das Abitur ablegte. Anschließend studierte er Theologie an der Albert-Ludwigs-Universität in Freiburg im Breisgau sowie im Priesterseminar Lyceum Hosianum in Braunsberg. Die Priesterweihe empfing Paul Hoppe von dem ermländischen Bischof Augustinus Bludau am 19. Juli 1925 im Frauenburger Dom.
Nach 1925 war er als Kaplan in Rastenburg, der St.-Nikolai-Kirche in Elbing, ab 1935 in Goldap und seit 1938 an der Kirche zur Heiligen Familie in Königsberg eingesetzt. In Königsberg war er Leiter des Krankenhauses St. Katharina in Oberhaberberg. Nach Kriegsende blieb er in Kaliningrad und wurde 1945 von Bischof Maximilian Kaller zum Generalvikar für den sowjetisch besetzen nördlichen Teil der Diözese Ermland ernannt.
Nach der Ausweisung aus der Oblast Kaliningrad am 30. November 1947 durch die sowjetischen Behörden siedelte er in die britische Besatzungszone aus und war als Geistlicher in Wilster in Holstein tätig. Im Dezember 1956 ernannte ihn der Kapitularvikar Arthur Kather zum Konsistorialrat. Am 29. Juli 1957 wurde er in Nachfolge von Arthur Kather zum Kapitularvikar ernannt und war fortan Mitglied der Deutschen Bischofskonferenz (DBK). Der Heilige Stuhl ernannte ihn am 16. August 1958 zum Päpstlichen Hausprälaten. Paul Hoppe war ein Mitglied des Katholischen Flüchtlingsrats. Im Jahr 1961 wurde die Ermlandzentrale von Schloss Honeburg, nördlich von Osnabrück-Haste, in das Ermlandhaus in Münster verlegt. Paul Hoppe reiste 1964 nach Rom und nahm am Zweiten Vatikanischen Konzil teil. Am 1. Oktober 1965 wurde er vom Papst zum Apostolischen Protonotar bestimmt.
Mit der Neuordnung der ehemaligen ostdeutschen Diözesen mit Wirkung vom 28. Juni 1972 endete für Paul Hoppe das Amt als Kapitularvikar. Gleichzeitig wurde er vom Papst zum Apostolischen Visitator für Priester und Gläubige aus der Diözese Ermland ernannt. Die Ernennung wurde zum 23. Oktober 1972 wirksam. Mit dem Erreichen des 75. Lebensjahres bot er dem Papst seinen Amtsverzicht an, der angenommen wurde. Sein Nachfolger wurde Johannes Schwalke. Nach der Emeritierung im Jahr 1975 wohnte er in Stegen und ab 1977 in Freiburg-Kappel. Die Deutsche Bischofskonferenz verlieh ihm 1982 die Bonifatiusplakette. Sein 60. Priesterjubiläum mit Jubelmesse konnte er im Juli 1985 begehen.
Im Jahr 1986 verlieh Bundespräsident Richard von Weizsäcker Paul Hoppe das Große Verdienstkreuz des Bundesverdienstkreuzes. Am 30. Juli 1988 erhielt er von der Landsmannschaft Ostpreußen den Preußenschild.

## Auszeichnungen und Ehrungen
- 1945: Ernennung zum Generalvikar
- 1957: Ernennung zum Kapitularvikar Ermlands
- 1958: Ernennung zum Päpstlichen Hausprälaten
- 1965: Ernennung zum Apostolischen Protonotar
- 1982: Bonifatiusplakette der Deutschen Bischofskonferenz
- 1985: Diamantenes Priesterjubiläum
- 1986: Großes Verdienstkreuz des Bundesverdienstkreuzes
- 1988: Preußenschild der Landsmannschaft Ostpreußen